# GNSS Service Centre

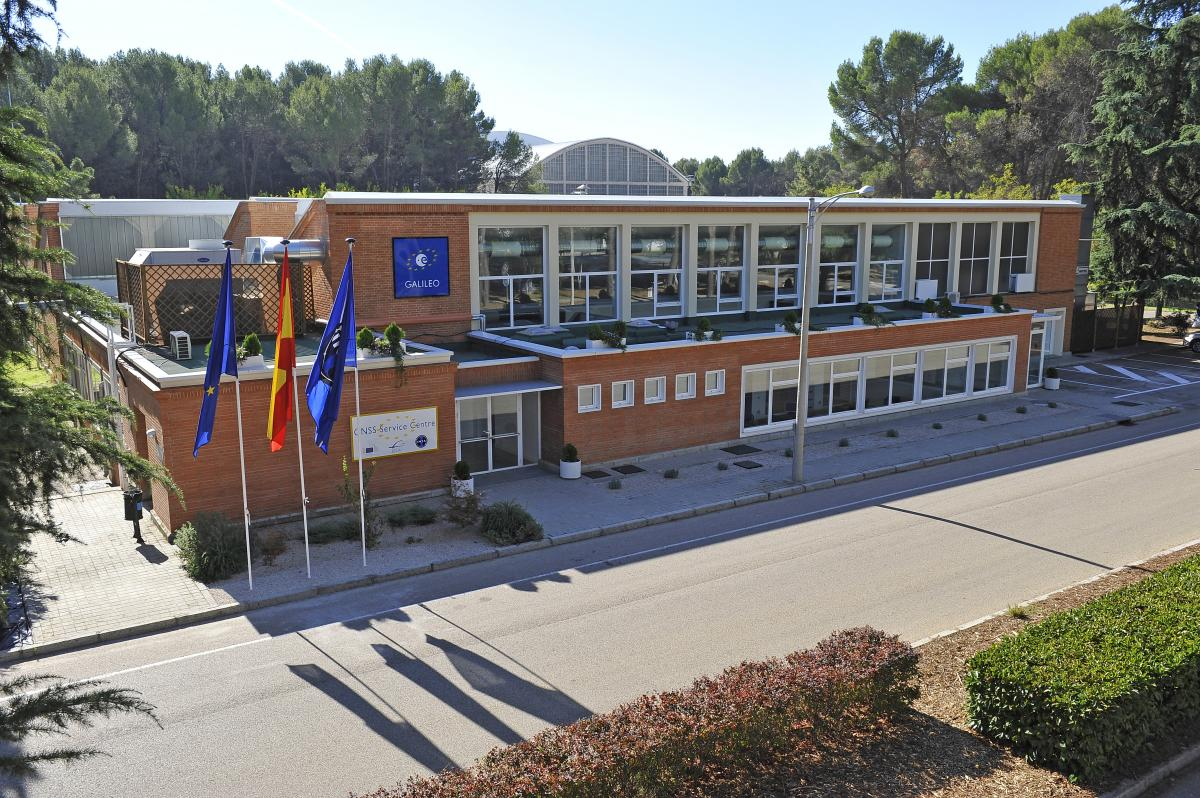
GSC-Einrichtungen in Madrid

Das Europäische GNSS Service Center (GSC) ist ein integraler Bestandteil der Europäischen GNSS-Infrastruktur, mit Sitz in Madrid, in den Einrichtungen des spanischen Nationalen Instituts für Luft- und Raumfahrt (INTA) in Torrejón de Ardoz.
Es stellt die Schnittstelle zwischen dem Galileo-System, den Benutzern des Galileo Open Service (OS) und des Galileo Commercial Service (CS) dar und wird durch die Europäische GNSS Agentur (GSA) verwaltet.

## Geschichte
Das Europäische GNSS Service Center wurde im Mai 2013 vom Vizepräsidenten der Europäischen Kommission Antonio Tajani, Kommissar für Industrie und Unternehmertum und der spanischen Ministerin für Verkehr Ana Pastor eingeweiht. Das Zentrum selbst wurde als eine Hommage an den früheren Vizepräsidenten der EC „Loyola de Palacio“, der damaligen Kommissarin für Verkehr bezeichnet.

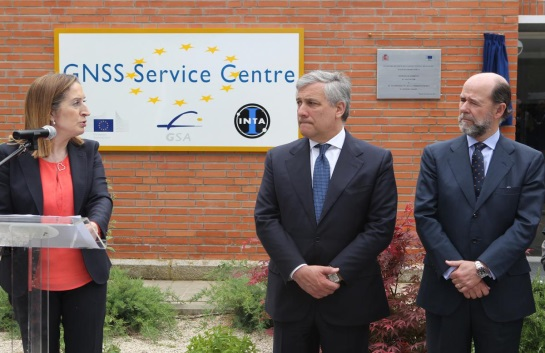
GSC-Einweihung

Am 17. März 2011 wurde ein Memorandum of Understanding (MoU) beschlossen, unterschrieben vom Vizepräsidenten der EC, Antonio Tajani, und dem spanischen Verkehrsminister José Blanco López. Diese Absichtserklärung legte die Bedingungen und Anforderungen für die Ausrichtung der GNSS Service Center (GSC) in Spanien und für Ausführung einer spanischen Studie zur Vorbereitung des Zentrums dar.
Die Vereinbarung für die Bereitstellung des GSC wurde im Amtsblatt der Europäischen Union vom 23. Februar 2012 veröffentlicht, in welchem erklärt wurde, dass das globale Netzwerk von Bodenstationen als Teil des Galileo-Programmes sechs Zentren und eine Station umfasst. Die GSC ist eine dieser sechs Bodenstationen (MCC, GSMC, GSC, GRC).

## Aufgabengebiet
Die Ziele des Zentrums umfassen:
1. Bereitstellung von allgemeinen Informationen für Unternehmen und Anwender: Das GSC bietet grundlegende Dienstleistungen für die User-Community über ein Web-Portal und einen User-Helpdesk.[3] Eine spezielle Website www.gsc-europa.eu wird Galileo Benutzern zur Verfügung gestellt, um Fragen zu beantworten.
2. Verteilen von zeitnahen Service-Hinweisen: Informationen über das System, den Systemstatus und andere Meldungen für Benutzer.
3. Unterstützung für Leistungserbringung: Austausch von F&E- und Branchenwissen einzelner Marktsegmente.
4. Bereitstellung von aktuellen Informationen und Performance-Reportings bezüglich des Programmstatus
5. Unterstützung für Anwendungs- und Produktentwickler mit Zugang zu Marktexperten in wichtigen Segmenten.

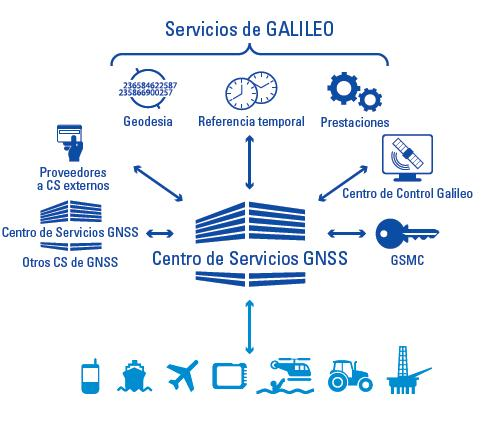
GSC-Konzept

## Zukunft und Entwicklung
Während der "Galileo In-Orbit Validation"-Phase (IOV), bietet das GSC eine allgemeine Helpdesk-Funktion an. Ein Upgrade wurde entwickelt, um die Early-Service-Phase ab Ende des Jahres 2014 mit zusätzlichen Inhalten und Funktionalitäten zu unterstützen.
Später wird neue Version des GSC entwickelt, um die auch die kommerzielle Verbreitung von Daten über eine Echtzeit-Schnittstelle ab dem Jahr 2015 zu unterstützen. Die GSC wird sich im Laufe der Zeit weiterentwickeln, um voll funktionsfähig zur Unterstützung der vollen Einsatzfähigkeit der Galileo-Dienste (FOC) beizutragen.

### Erste Stufe: GSC Nucleus und OS Helpdesk während der IOV-Phase
Der GSC Nucleus bietet eine allgemeine Helpdesk-Funktion.
Die hauptsächlichen Dienstleistungen sind:
1. Bereitstellung von Basisdienstleistungen für die User-Community über ein Web-Portal und einen User-Helpdesk.
2. Austausch von F&E- und Branchenwissen per Marktsegment.
3. Informationen über den Programmstatus und ICD-Dokumente (Interface Control Document).
4. Zugang zu Marktexperten in Schlüsselsegmenten.

### Mittlere Etappe: GSC-Upgrade und OS-Helpdesk für Galileo Early Services
Der GSC Service für Galileo Early Services sollte bis Ende 2014 mit zusätzlichen Web-Funktionalitäten aufgerüstet werden.

### Letzte Etappe: GNSS Service Center (OS und CS) bei FOC
Das GSC wird als Schnittstelle zwischen dem Galileo-System und den Open Service Nutzer sowie zwischen den Commercial-Service-Anbietern und/oder Nutzern.
Es versorgt ebenfalls die Nutzer mit CS-Service-Leistungsbeurteilung und Benachrichtigungen. Das GSC richtet ein Kompetenzzentrum für OS-, CS-Serviceaspekte ein, die den Nutzern über den User-Helpdesk und dem Web-Portal zugänglich sind.
Die Informationen werden durch eine Kommunikationsplattform, eine elektronische Bibliothek mit Galileo und GNSS-Referenzdokumentation sowie durch Ad-hoc-Bereitstellung von spezifischen Galileo-Infos zur Verfügung gestellt.
Das GSC unterstützt den Open Service und Commercial Service sowie deren Anwendungen.